# Żory
Żory [ˈʐɔrɨ] (deutsch: Sohrau) ist eine Stadt mit rund 63.000 Einwohnern im südwestlichen Teil der Woiwodschaft Schlesien in Polen.

## Geographie

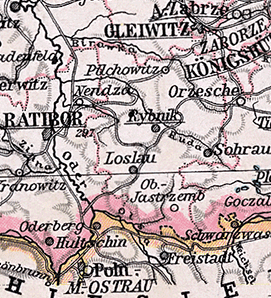
Sohrau östlich von Ratibor auf einer Landkarte von 1905

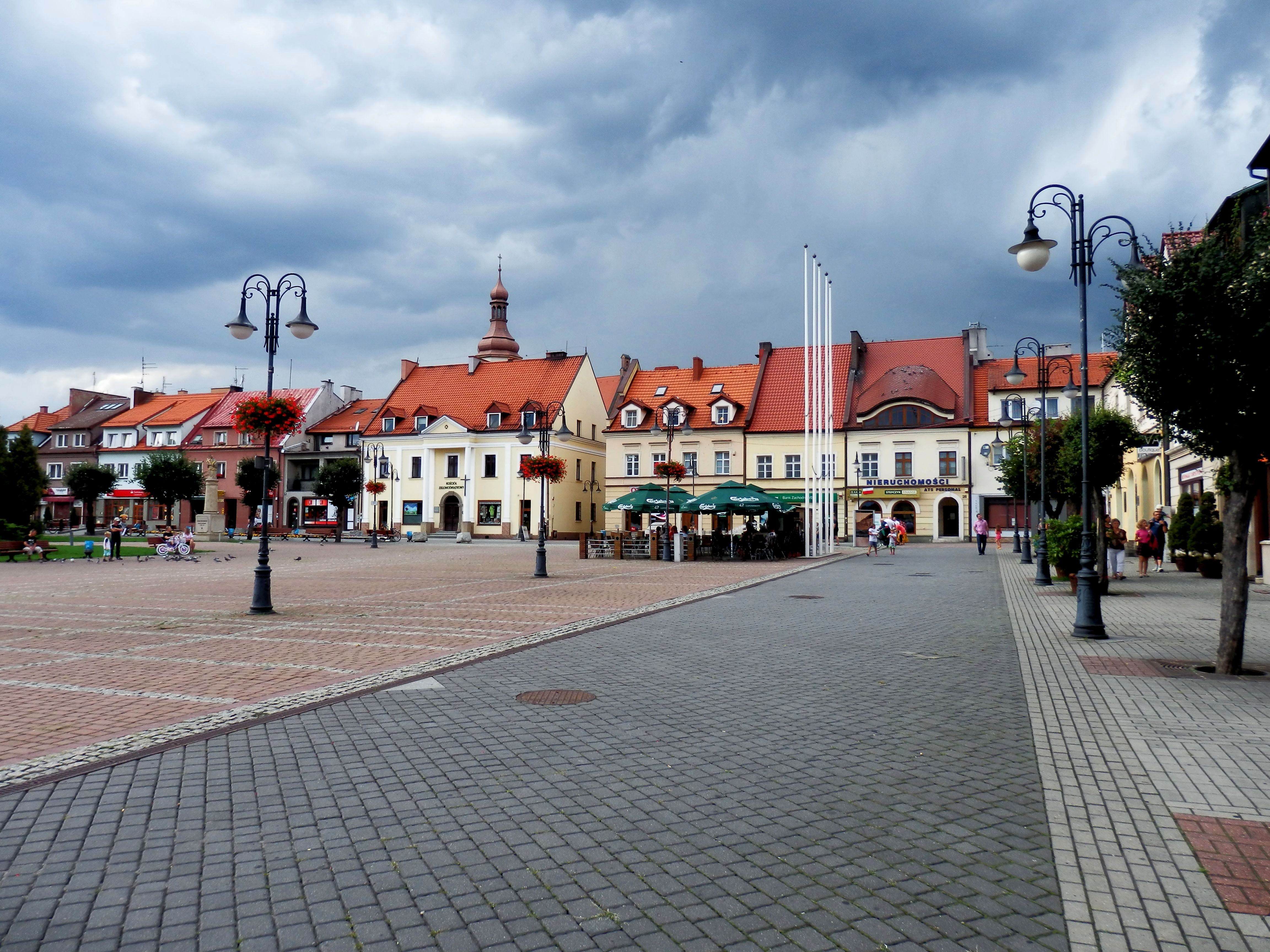
Häuser am Ring

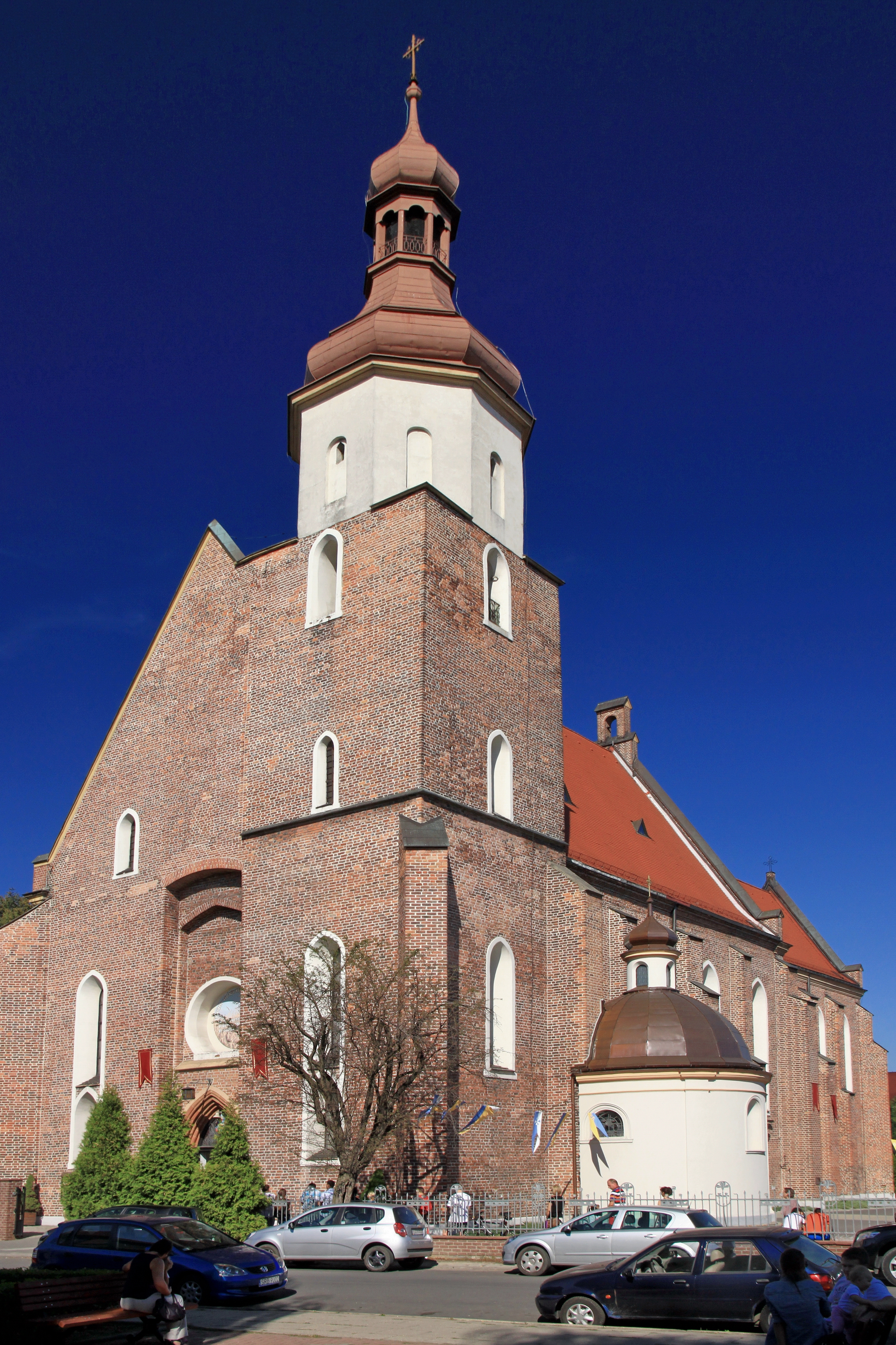
Pfarrkirche

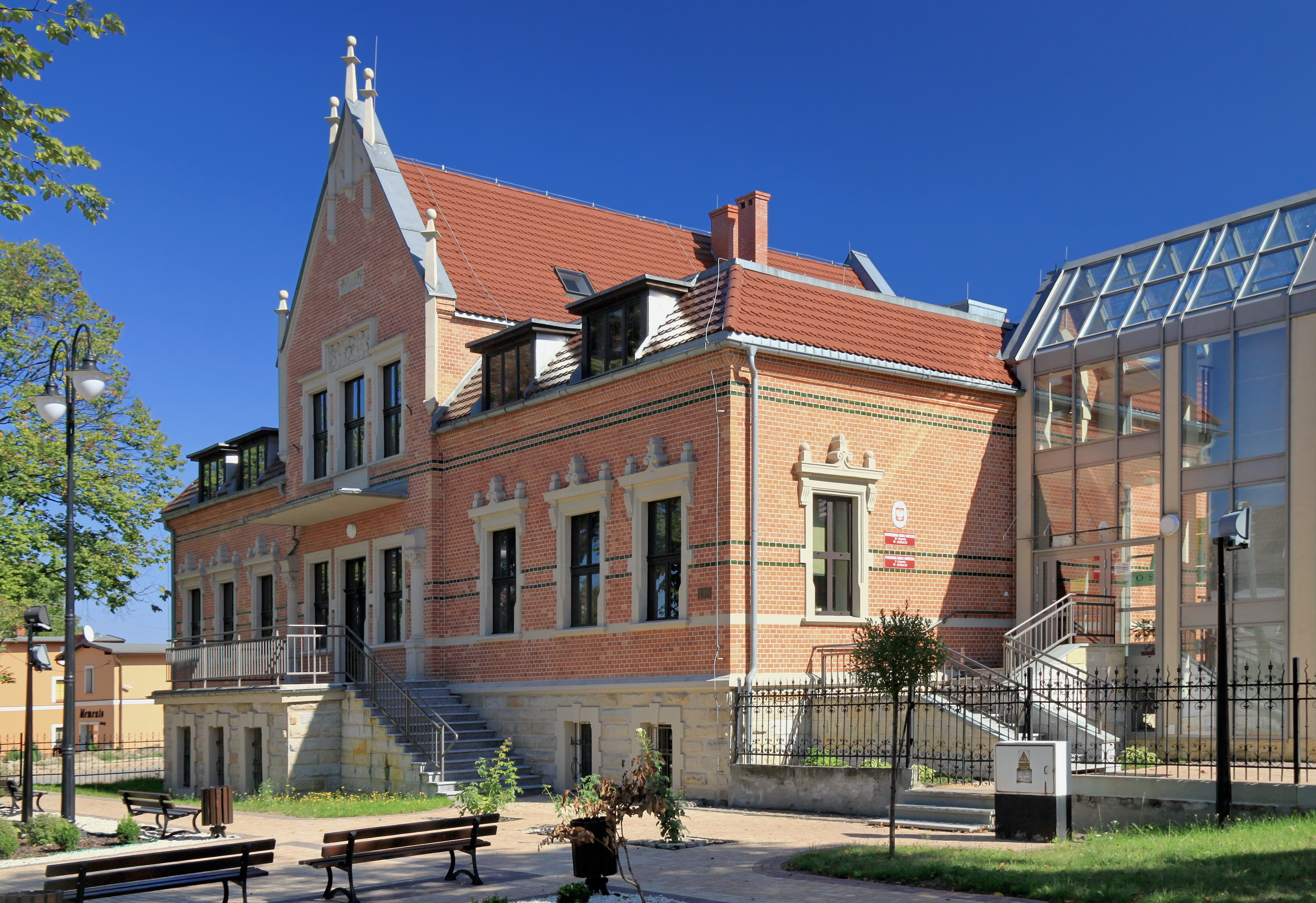
Gebäude aus dem Jahr 1903, beherbergte 2013 eine Musikschule

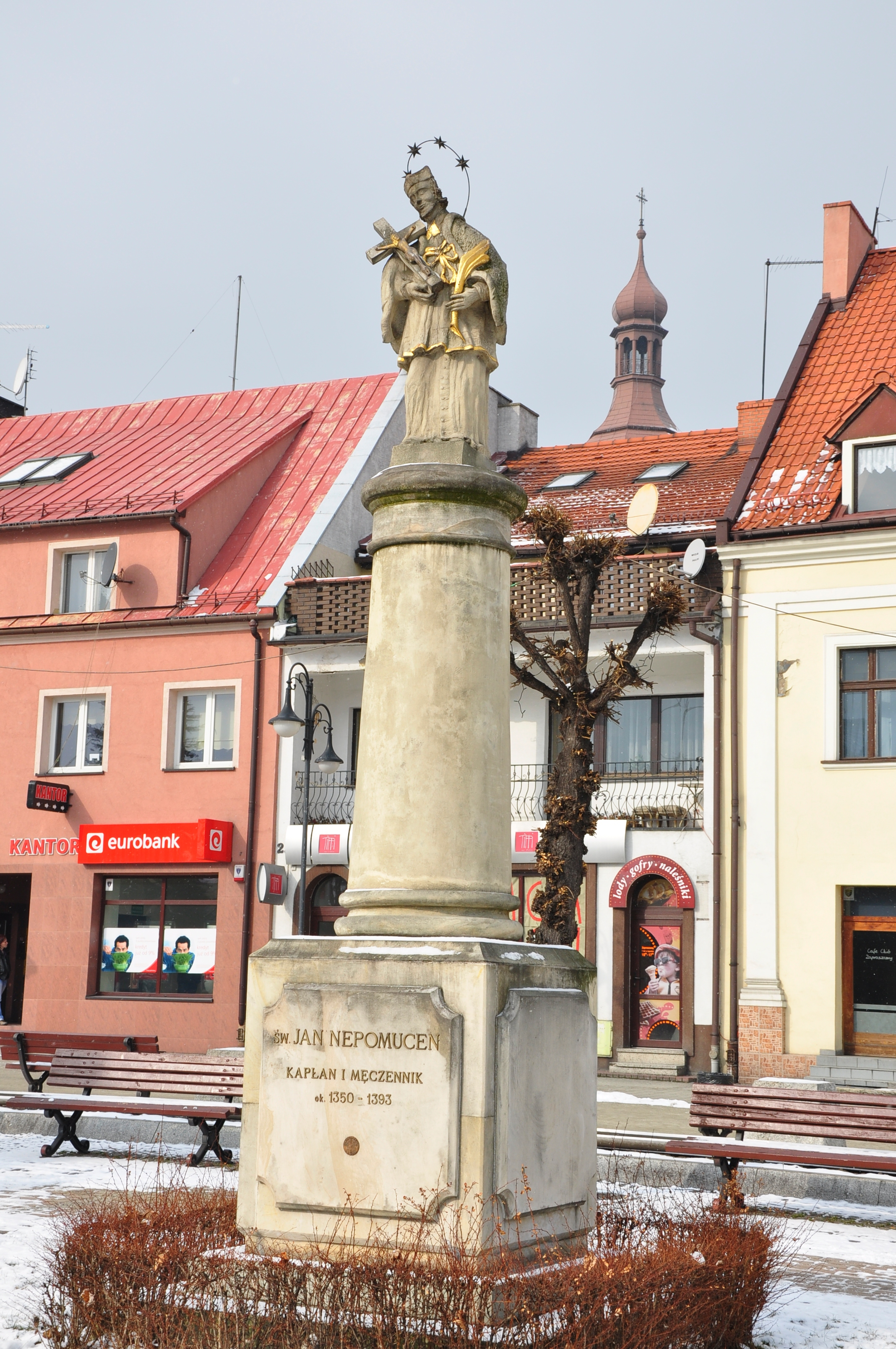
Säule mit dem böhmischen Landesheiligen Johannes Nepomuk

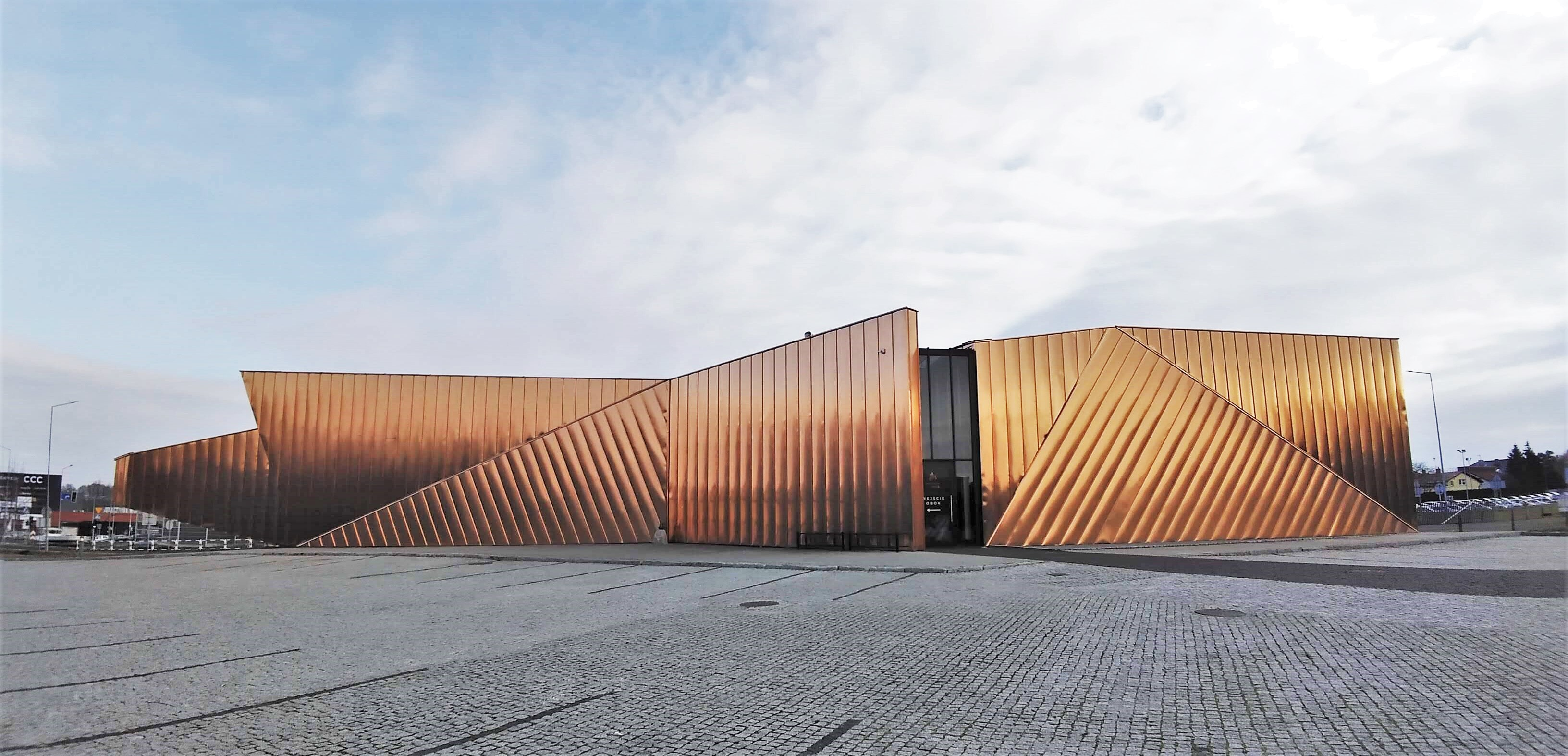
Museum des Feuers

Die Stadt liegt in der Region Oberschlesien an der Ruda (Raude), etwa 30 Kilometer südwestlich von Katowice (Kattowitz) im Südosten von Schlesien. Die Landesgrenze zu Tschechien liegt etwa 20 Kilometer südwestlich der Stadt.

### Stadtgliederung und Einwohnerzahlen
Żory gliedert sich in folgende Stadtteile:
| Stadtteil                                                          | Einwohner |
| ------------------------------------------------------------------ | --------- |
| os. 700-lecia Żor [Siedlung „700 Jahre Żory“]                      | 3397      |
| os. Sikorskiego [Władysław Sikorski-Siedlung]                      | 9972      |
| os. Korfantego [Korfanty-Siedlung]                                 | 4879      |
| os. Księcia Władysława [Herzog-Władysław-Siedlung]                 | 7363      |
| os. Pawlikowskiego [Pawlikowski-Siedlung]                          | 6477      |
| os. Powstańców Śląskich [Siedlung der Schlesischen Aufständischen] | 5851      |
| Zachód [West]                                                      | 3543      |
| Śródmieście [Innenstadt]                                           | 2612      |
| Kleszczówka (Klischczowka)                                         | 3546      |
| Rowień – Folwarki (Rowin)                                          | 2355      |
| Osiny (Oschin)                                                     | 1155      |
| Kleszczów (Klischczow)                                             | 1692      |
| Baranowice (Baranowitz)                                            | 1669      |
| Rogoźna (Rogoisna)                                                 | 2001      |
| Rój (Roy)                                                          | 4262      |

## Geschichte
Sohrau erhielt nach 1273 das Stadtrecht und war bis dahin noch ein Dorf gewesen. Bis 1532 gehörte die Stadt zum Herzogtum Oppeln-Ratibor. Die Stadt erlitt wiederholt starke Rückschläge, 1558 durch die Pest sowie 1552, 1583, 1661, 1702 und 1807 durch Stadtbrände. 1807 wurde auch das Rathaus auf dem Ring vernichtet und danach nicht wieder aufgebaut.
Im 18. Jahrhundert gehörte Sohrau zur Steuerrätlichen Inspektion in Neustadt O.S. Um 1783 war die Stadt von einer Mauer umgeben, die Gassen waren jedoch noch nicht gepflastert, sondern mit unbehauenem Holz belegt. 1782 leistete Friedrich II. der Ortschaft eine Aufbauhilfe in Höhe von 12.850 Reichstalern für die Errichtung von sechs Neubauten und zur Ansiedlung von zehn Tuchmachern und weiteren Fachkräften. Im 18. und 19. Jahrhundert war die Leinenweberei von großer Bedeutung für die Stadt. An ihre Stelle trat im 19. Jahrhundert die Eisen- und Maschinenindustrie.
1818 wurde die Stadt Teil des neu gebildeten preußischen Kreises Rybnik.
Am Anfang des 20. Jahrhunderts hatte Sohrau eine evangelische und eine katholische Kirche, eine Synagoge, eine Eisengießerei und Maschinenfabrik, eine Wollweberei, zwei Sägewerke, eine Getreidemühle, zwei Ziegeleien, ein Elektrizitätswerk und war Sitz eines Amtsgerichts.
Bei der Volksabstimmung in Oberschlesien am 20. März 1921 wurden in Sohrau 2353 Stimmen (69,4 %) für den Verbleib bei Deutschland abgegeben, 1036 Stimmen (30,6 %) waren für den Anschluss an Polen. Mit dem Großteil des Landkreises Rybnik wurde die Stadt dennoch am 3. Juli 1922 dem polnischen Staat eingegliedert.
Beim Überfall auf Polen wurde Żory am 1. September 1939 von der Wehrmacht besetzt, und im Oktober 1939 dem „Großdeutschen Reich“ angeschlossen und erneut in Sohrau umbenannt.
Die Sohrauer Synagoge wurde in dieser Zeit zweckentfremdet und das Gebäude sollte zum Kino umgebaut werden. 1942 verwarf die Stadtverwaltung diese Umbaupläne. Am 24. März 1945 wurde die kriegszerstörte Stadt von der Roten Armee erobert. Die deutsche Bevölkerung wurde in den folgenden Jahren zum größten Teil vertrieben. Aufgrund von Zechen- und Hüttenstilllegungen herrscht heute eine hohe Arbeitslosigkeit.

### Demographie
| Jahr | Einwohnerzahl | Anmerkungen |
| ---- | ------------- | --- |
| 1783 | 1100          | davon 979 Christen und 121 Juden (214 Bürgerhäuser und 88 wüste Stellen)                                                                                       |
| 1794 | 1554          | polnische Sprache ist vorherrschend |
| 1803 | 1683          | [ 8 ] |
| 1807 | 1711          | [ 7 ] |
| 1810 | 1788          | [ 8 ] |
| 1816 | 1982          | nach anderen Angaben 1982 Einwohner, davon 84 Evangelische, 1696 Katholiken, 202 Juden                                                                         |
| 1818 | 2041          | [ 7 ] |
| 1820 | 2116          | [ 7 ] |
| 1821 | 2185          | [ 8 ] |
| 1825 | 2234          | darunter 127 Evangelische, 274 Juden |
| 1831 | 2701          | [ 7 ] |
| 1837 | 3355          | [ 7 ] |
| 1840 | 3848          | davon 98 Evangelische, 3258 Katholiken, 492 Juden |
| 1843 | 4044          | [ 7 ] |
| 1849 | 3438          | nach der Hungersnot und Typhusepidemie 1846–1849 |
| 1855 | 3346          | nach anderen Angaben 3336 Einwohner |
| 1858 | 3611          | [ 7 ] |
| 1861 | 3662          | davon 211 Evangelische, 2976 Katholiken, 475 Juden; 1264 Einwohner sprechen Deutsch, 2398 Polnisch                                                             |
| 1867 | 3991          | am 3. Dezember |
| 1871 | 4042          | darunter 250 Evangelische und 500 Juden (2100 Polen); nach anderen Angaben 4043 Einwohner (am 1. Dezember), davon 175 Evangelische, 3493 Katholiken, 375 Juden |
| 1890 | 4429          | davon 235 Evangelische, 3944 Katholiken, 250 Juden |
| 1905 | 4642          | davon 323 Evangelische und 98 Juden |
| 1910 | 4936          | [ 15 ] |

Anzahl Einwohner bis heute

## Hochschulen
- Górnośląska Wyższa Szkoła Handlowa im. Wojciecha Korfantego in Katowice – Studienort Żory
- Politechnika Śląska in Gliwice – Studienort Żory

## Politik

### Stadtpräsident
An der Spitze der Verwaltung steht der Stadtpräsident. Seit 1998 ist dies Waldemar Socha, der zunächst der Unia Wolności angehörte, aber seit 2006 für sein eigenes Wahlkomitee antritt. Die turnusmäßige Wahl im April 2024 brachte folgendes Ergebnis:
- Waldemar Socha (Wahlkomitee „Żory-Wählervereinigung und Waldemar Socha“) 55,0 % der Stimmen
- Kazimierz Daijka (Wahlkomitee „Lokale Verwaltung Żory und Kazimierz Daijka“) 27,9 % der Stimmen
- Daniel Wawrzyczek (Prawo i Sprawiedliwość) 17,2 % der Stimmen
- Grzegorz Piliszek (Kukiz’15) 3,5 % der Stimmen

Damit wurde Amtsinhaber Socha bereits im ersten Wahlgang für eine weitere Amtszeit gewählt.
Die turnusmäßige Wahl im Oktober 2018 brachte folgendes Ergebnis:
- Waldemar Socha (Wahlkomitee „Żory stimmt für Waldemar Socha“) 47,3 % der Stimmen
- Anna Gaszka (Lokale Verwaltung Żory) 25,9 % der Stimmen
- Dariusz Domański (Prawo i Sprawiedliwość) 23,4 % der Stimmen
- Grzegorz Piliszek (Kukiz’15) 3,5 % der Stimmen

In der daraufhin notwendigen Stichwahl setzte sich Amtsinhaber Socha mit 55,0 % der Stimmen gegen seine Herausforderin Gaszka durch und wurde für eine weitere Amtszeit gewählt.

### Stadtrat
Der Stadtrat von Żory besteht aus 23 Mitgliedern. Die Wahl 2018 führte zu folgendem Ergebnis:
- Koalicja Obywatelska (KO) 27,3 % der Stimmen, 7 Sitze
- Prawo i Sprawiedliwość (PiS) 27,0 % der Stimmen, 7 Sitze
- Wahlkomitee „Żory-Wählervereinigung und Waldemar Socha“ 25,6 % der Stimmen, 6 Sitze
- Wahlkomitee „Lokale Verwaltung Żory und Kazimierz Daijka“ 17,4 % der Stimmen, 3 Sitze
- Übrige 2,6 % der Stimmen, kein Sitz

Die Wahl 2018 führte zu folgendem Ergebnis:
- Wahlkomitee „Żory stimmt für Waldemar Socha“ 38,7 % der Stimmen, 9 Sitze
- Prawo i Sprawiedliwość (PiS) 28,8 % der Stimmen, 7 Sitze
- Lokale Verwaltung Żory 27,9 % der Stimmen, 7 Sitze
- Kukiz’15 4,6 % der Stimmen, kein Sitz

### Städtepartnerschaften
Żory unterhält mit folgenden Städten Partnerschaften:
- Kamp-Lintfort, Deutschland
- Mezőkövesd, Ungarn
- Pasvalys, Litauen
- Montceau-les-Mines, Frankreich

## Persönlichkeiten

### Söhne und Töchter der Stadt
- Reinhold von Krockow (1767–1821), preußischer Offizier und Freikorpsführer
- Daniel Fränkel (1821–1890), jüdischer Theologe und Rabbiner
- Emil Nikel (1851–1921), deutscher katholischer Theologe und Komponist
- Johannes Simon Nikel (1863–1924), katholischer deutscher Theologe
- Otto Stern (1888–1969), Physiker, Nobelpreisträger
- Albert Wilhelm Kukowka (1894–1977), Arzt, Balneologe und Autor
- Gustav Kucz (1901–1963), Archivar, Dolmetscher und Kirchenliedübersetzer
- Walter Schmidetzki (1913–unbekannt), deutscher Kriegsverbrecher und SS-Führer
- Jerzy Makula (* 1952), polnischer Segelkunstflieger
- Stanisław Sojka (* 1959), polnischer Jazzsänger und Komponist
- Iwona Węgrowska (* 1982), polnische Sängerin
- Ewa Swoboda (* 1997), polnische Leichtathletin

### Personen, die mit diesem Ort in Verbindung stehen
- Piotr Klimek (1881–1940), von 1924 bis 1940 Propst und Dekan in Żory. Nach ihm ist eine Straße in Żory benannt worden.

## Verkehr
Westlich des Stadtkerns verläuft die Autobahn A1.
Der ÖPNV in Żory ist seit dem 1. Mai 2014 kostenlos.